# Jimmy Watson (Eishockeyspieler)
James Charles „Jimmy“ Watson (* 19. August 1952 in Smithers, British Columbia) ist ein ehemaliger kanadischer Eishockeyspieler (Verteidiger), der von 1972 bis 1982 für die Philadelphia Flyers in der National Hockey League spielte. Sein älterer Bruder Joe war ebenfalls professioneller Eishockeyspieler.

## Karriere
Während seiner Juniorenzeit spielte Watson zusammen mit Mike Rogers, Danny Gare und Bob Nystrom bei den Calgary Centennials in der WCHL. Beim NHL Amateur Draft 1972 holten ihn die Philadelphia Flyers in der dritten Runde als 39.
Nach einem Jahr bei den Richmond Robins in der American Hockey League schaffte er schon zum Ende der Saison 1972/73 den Sprung zu den Flyers. Dort half ihm am Anfang sein neun Jahre älterer Bruder Joe. Mit seinem außergewöhnlichen Willen und seiner körperbetonten, einschüchternden Spielweise passte er sehr gut zu den „Broad Street Bullies“, wie man die Raubeine bei den Flyers nannte. Mit seinem Team gewann er Mitte der 1970er-Jahre zweimal den Stanley Cup. In den folgenden Jahren war er regelmäßiger Teilnehmer am NHL All-Star Game. Auch beim Canada Cup 1976 stand er in der Auswahl an NHL-Spielern, die Kanada hier vertraten und den Titel gewannen.
In die Saison 1978/79 ging er erstmals ohne seinen Bruder Joe, der das Team verlassen hatte. Ein Jahr später führte er die Liga in der Plus/Minus-Wertung an. In der Saison 1980/81 erlitt er eine Rückenverletzung, die ihn lange Zeit am Eishockey spielen hinderte. Er kehrte für die darauffolgende Spielzeit in den Kader der Flyers zurück und beendete im Sommer 1982 seine Karriere.

## Sportliche Erfolge
- Stanley Cup: 1974 und 1975
- Canada Cup: 1976

### Persönliche Auszeichnungen
- WCJHL First All-Star Team: 1972
- Führender der Plus/Minus-Wertung: 1980 gemeinsam mit Jim Schoenfeld (seit 1983 wird hierfür der NHL Plus/Minus Award vergeben)
- Bill Hunter Memorial Trophy: 1972
- Teilnahme am NHL All-Star Game: 1975, 1976, 1977, 1978 und 1980